# ساحل جنوبی (مجموعه تلویزیونی ۲۰۰۶)
ساحل جنوبی (انگلیسی: South Beach) یک مجموعه تلویزیونی دراما آمریکایی است که از ۱۱ ژانویه تا ۲۲ فوریه ۲۰۰۶ پخش می‌شد. در این مجموعه هنرمندانی مانند ونسا ال. ویلیامز، مگان آوری، آدریان پالیکی، مایکل پاری، اودت انابل و جانکارلو اسپوزیتو به ایفای نقش پرداخته‌اند.